# Суви До (Тутин)
Суви До (бошњ. Suhodo/Суходо) је насеље у Србији у општини Тутин у Рашком округу. Према попису из 2022. било је 483 становника.
Овде је 1809. године био Бој на Суводолу.

## Демографија
У насељу Суви До живи 273 пунолетна становника, а просечна старост становништва износи 30,7 година (30,5 код мушкараца и 31,0 код жена). У насељу има 75 домаћинстава, а просечан број чланова по домаћинству је 5,35.
Ово насеље је великим делом насељено Бошњацима (према попису из 2002. године), а у последња три пописа, примећен је пад у броју становника.
|  |

| Демографија | Демографија | Демографија |
| Година      | Становника  | Становника  |
| ----------- | ----------- | ----------- |
| 1948.       | 788         |             |
| 1953.       | 909         |             |
| 1961.       | 745         |             |
| 1971.       | 688         |             |
| 1981.       | 475         |             |
| 1991.       | 414         | 414         |
| 2002.       | 401         | 437         |

| Етнички састав према попису из 2002.‍ | Етнички састав према попису из 2002.‍ | Етнички састав према попису из 2002.‍ | Етнички састав према попису из 2002.‍ | Етнички састав према попису из 2002.‍ |
| ------------------------------------ | ------------------------------------ | ------------------------------------ | ------------------------------------ | ------------------------------------ |
|                                      |                                      |                                      |                                      |                                      |
| Бошњаци                              | Бошњаци                              |                                      | 372                                  | 92,76%                               |
| Срби                                 | Срби                                 |                                      | 29                                   | 7,23%                                |
| непознато                            | непознато                            |                                      | 0                                    | 0,0%                                 |

| Година пописа     | 1948. | 1953. | 1961. | 1971. | 1981. | 1991. | 2002. |
| ----------------- | ----- | ----- | ----- | ----- | ----- | ----- | ----- |
| Број домаћинстава | 112   | 139   | 110   | 111   | 76    | 66    | 75    |

| Број чланова      | 1 | 2 | 3 | 4  | 5  | 6  | 7  | 8 | 9 | 10 и више | Просек |
| ----------------- | - | - | - | -- | -- | -- | -- | - | - | --------- | ------ |
| Број домаћинстава | 2 | 5 | 9 | 11 | 13 | 13 | 11 | 5 | 3 | 3         | 5,35   |

| Пол    | Укупно | Неожењен/Неудата | Ожењен/Удата | Удовац/Удовица | Разведен/Разведена | Непознато |
| ------ | ------ | ---------------- | ------------ | -------------- | ------------------ | --------- |
| Мушки  | 155    | 67               | 80           | 8              | 0                  | 0         |
| Женски | 146    | 54               | 84           | 8              | 0                  | 0         |
| УКУПНО | 301    | 121              | 164          | 16             | 0                  | 0         |

| Пол    | Укупно                    | Пољопривреда, лов и шумарство | Рибарство                            | Вађење руде и камена | Прерађивачка индустрија       |
| ------ | ------------------------- | ----------------------------- | ------------------------------------ | -------------------- | ----------------------------- |
| Мушки  | 120                       | 109                           | 0                                    | 0                    | 0                             |
| Женски | 84                        | 81                            | 0                                    | 0                    | 0                             |
| УКУПНО | 204                       | 190                           | 0                                    | 0                    | 0                             |
| Пол    | Производња и снабдевање   | Грађевинарство                | Трговина                             | Хотели и ресторани   | Саобраћај, складиштење и везе |
| Мушки  | 0                         | 2                             | 0                                    | 0                    | 0                             |
| Женски | 0                         | 0                             | 0                                    | 0                    | 0                             |
| УКУПНО | 0                         | 2                             | 0                                    | 0                    | 0                             |
| Пол    | Финансијско посредовање   | Некретнине                    | Државна управа и одбрана             | Образовање           | Здравствени и социјални рад   |
| Мушки  | 0                         | 0                             | 1                                    | 7                    | 1                             |
| Женски | 0                         | 0                             | 0                                    | 2                    | 1                             |
| УКУПНО | 0                         | 0                             | 1                                    | 9                    | 2                             |
| Пол    | Остале услужне активности | Приватна домаћинства          | Екстериторијалне организације и тела | Непознато            | Непознато                     |
| Мушки  | 0                         | 0                             | 0                                    | 0                    | 0                             |
| Женски | 0                         | 0                             | 0                                    | 0                    | 0                             |
| УКУПНО | 0                         | 0                             | 0                                    | 0                    | 0                             |